# Pera

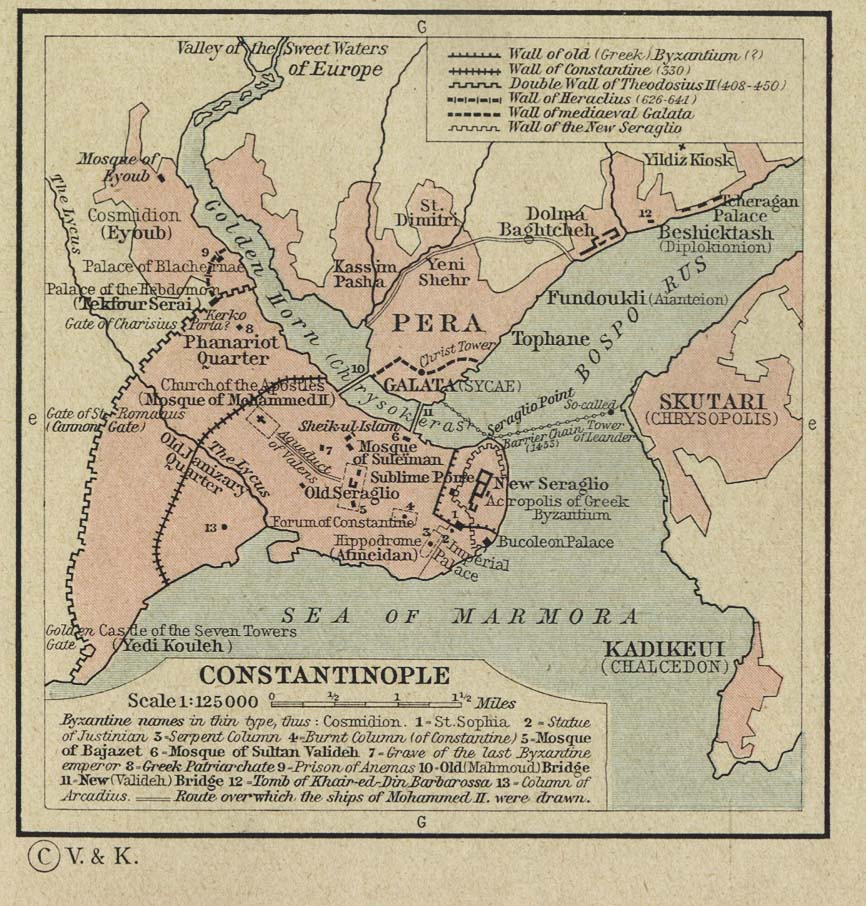
Istanbul zwischen 1451 und 1481

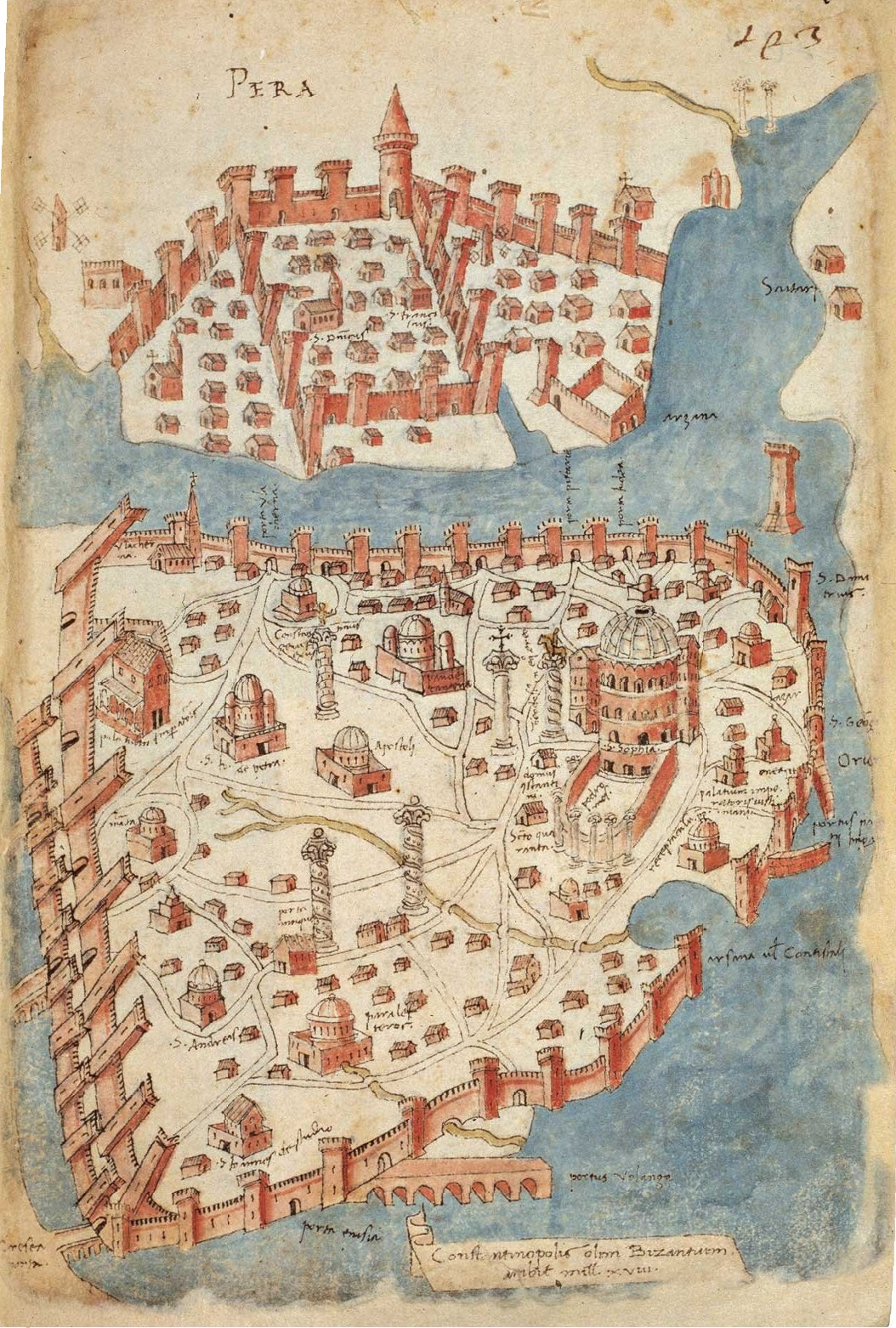
Konstantinopel, Cristoforo Buondelmonti, Liber insularum archipelagi, 1422. Im Norden Pera, das Genuesenquartier

Pera war der Name eines Stadtteils von Konstantinopel. Er lag nördlich des Goldenen Horns im europäischen Teil der Stadt. Heute ist der Ort Teil des Stadtbezirks Beyoğlu von Istanbul.

## Name
Das Wort Pera bedeutet auf Griechisch ‚drüben‘, was sich auf die Lage gegenüber der Altstadt, auf der anderen Seite des Goldenen Horns bezieht. Zur Zeit des byzantinischen Reiches nannte man das nicht besiedelte Gebiet Pera-Felder. 
Der Name Pera als die frühere Bezeichnung von Teilen des heutigen Stadtteils Beyoğlu findet sich bis ins 19. Jahrhundert in der Literatur, etwa bei Karl May („Von Bagdad nach Stambul“), wo für die heutige Fußgängerzone İstiklal Caddesi noch die Bezeichnung „Große Perastraße“ verwendet wird, was dem französischen Originalnamen Grande rue de Péra und dem osmanischen Cadde-i kebir (‚große Straße‘) entspricht.

## Geschichte

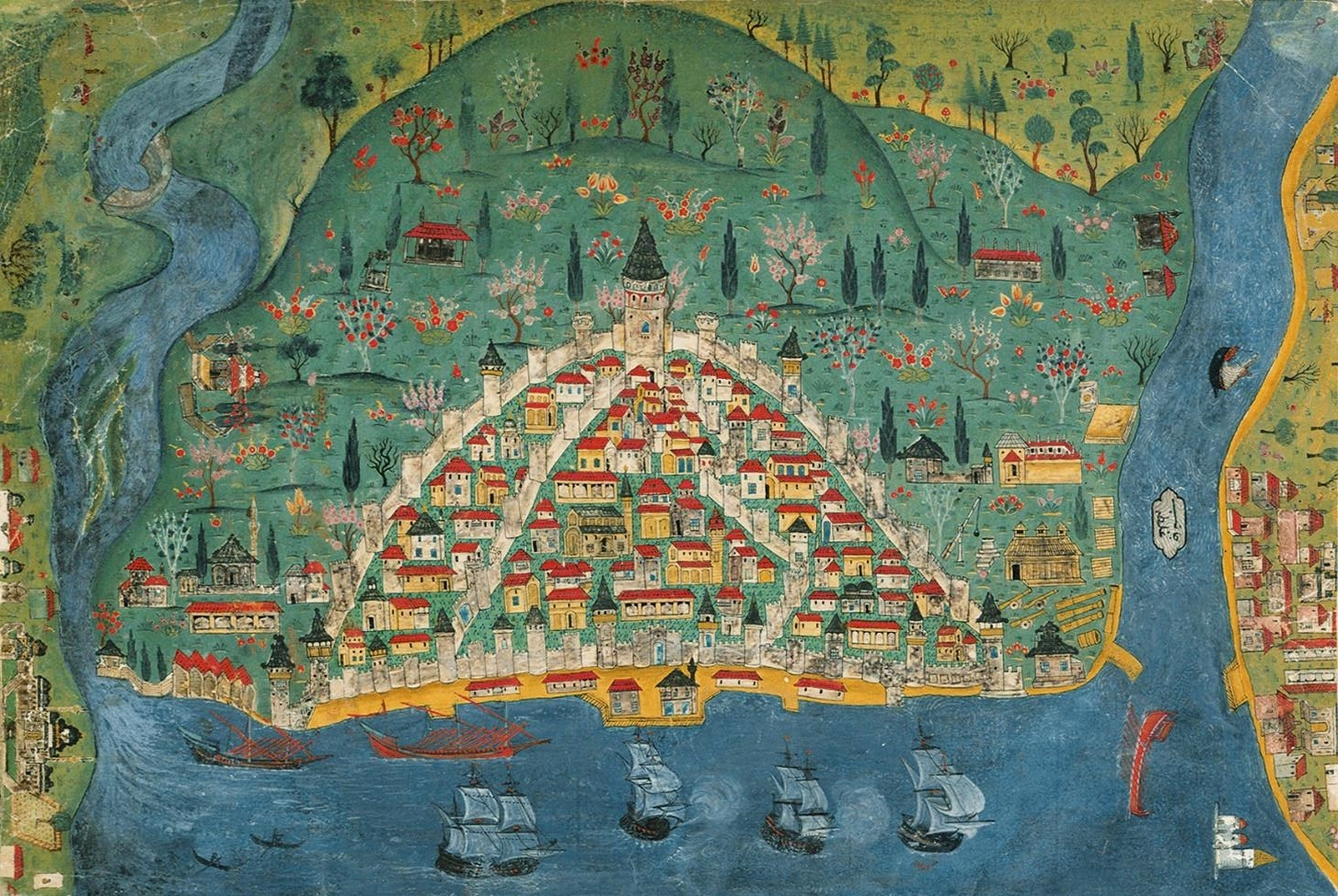
Karte von Pera im 16. Jahrhundert

Pera wurde im 13. Jahrhundert als genuesische Handelskolonie gegründet. Weithin sichtbares Zentrum ist der Galata-Turm, der im 14. Jahrhundert von den Genuesern errichtet wurde und Teil des Festungswalls war.
1273 wurde Pera vom byzantinischen Kaiser Michael VIII. Palaiologos der Republik Genua übergeben, als Dank für die Unterstützung bei der Rückeroberung von Konstantinopel 1261. Pera entwickelte sich zu einer florierenden Handelskolonie. Nach der Eroberung Konstantinopels am 29. Mai 1453 durch die Osmanen musste sich Pera wenige Tage später, am 3. Juni, ebenfalls dem osmanischen Sultan Mehmed II. unterwerfen.
- siehe Geschichte Beyoğlus

## Entwicklung
Pera war im Osmanischen Reich der am westlichsten geprägte Stadtteil Istanbuls. Wegen der guten Wasserversorgung hatten sich viele Menschen hier angesiedelt, nach 1492 zogen auch die ausländischen Botschaften hierher, deren Residenzen eine große Stilvielfalt begründeten. Bald folgten auch Krankenhäuser. Die osmanische Regierung unterstützte diese Entwicklung, indem sie Paläste, Schulen und Amtsgebäude errichten ließ. Pera entwickelte sich erst in osmanischer Zeit zu einem Stadtviertel außerhalb des alten Mauerrings um Galata, das ebenfalls hauptsächlich von Italienern (Venezianern und Genuesen) bewohnt wurde.
Sultan Mahmut II. setzte die Entwicklungen seines Vorgängers Selim III. fort, während seiner Regierungszeit erstrahlte Pera in neuem Glanz und unterschied sich in Aussehen, Lebensstil und in der Kleidung der Einwohner deutlich vom restlichen Istanbul. Zwischen 1860 und 1864 wurden zwei Friedhöfe und die alte Stadtmauer abgerissen und neue Straßen gebaut. Am 5. Juni 1870 brach in Pera ein Großbrand aus, der mindestens 3.000 Häuser zerstörte und den Tod von etwa 1.300 Bewohnern verursachte. 1875 wurde die unterirdische Standseilbahn in Betrieb genommen, die Pera mit der Galatabrücke verbindet. 1913 fuhren die ersten elektrischen Straßenbahnen.
Nach Gründung des deutschen Kaiserreiches 1871 entschied die Reichsregierung ein Missionsgebäude in Konstantinopel, dem heutigen Istanbul zu errichten. Das Botschaftspalais war das erste des Deutschen Reiches. Es wurde auf dem Geländes eines ehemaligen Friedhofs in Pera errichtet und am 1. Dezember 1877 durch den Botschafter Prinz Heinrich VII. Reuß als erste Botschaft des Reiches eingeweiht.
Berühmt wurde das Hotel Pera Palas (Meşrutiyet Caddesi 98, Beyoğlu), das 1892 als Unterbringung für die Gäste des Orient-Express gebaut wurde und Berühmtheiten wie Agatha Christie, Greta Garbo, Mata Hari, Sarah Bernhardt und Mustafa Kemal Atatürk beherbergte. Das Hotel ist aus der Bauzeit weitgehend erhalten geblieben und wurde nach einer Restaurierung 2010 wiedereröffnet.
In Pera befindet sich im ehemaligen Bristol Hotel das Pera-Museum, ein Kunstmuseum das anatolische, orientalische und europäische Hand- und Kunstwerke verschiedenster Epochen birgt, darunter Kütahya Kacheln.

## Söhne und Töchter von Pera
- Thomas von Herbert (1738–um 1760), österreichischer Orientalist, Diplomat und Übersetzer
- Johann Heinrich Mordtmann (1852–1932), deutscher Orientalist und Diplomat